# Consejo Legislativo del Estado Zulia
El Consejo Legislativo del Estado Zulia (CLEZ) nace en 2001 en sustitución de la Asamblea Legislativa por mandato de la Ley Orgánica de los Consejos Legislativos  en cumplimiento del artículo 162 de la Constitución Nacional y complementado por el artículo 38 de la Constitución del Estado Zulia de 2003. En estos instrumentos se establece que el poder legislativo del Estado se ejerce por el Consejo Legislativo. 
El consejo es unicameral y está compuesto por quince (15) diputados o legisladores regionales que son electos cada 4 años, bajo un sistema mixto de representación, por un lado se eligen un grupo de diputados por lista bajo el método D'Hont a nivel estadal y por otro lado se eligen por voto directo candidatos nominales por circunscripción definida, pudiendo ser reelegidos para nuevos períodos consecutivos, y con la posibilidad de ser revocados a la mitad de su período constitucional.

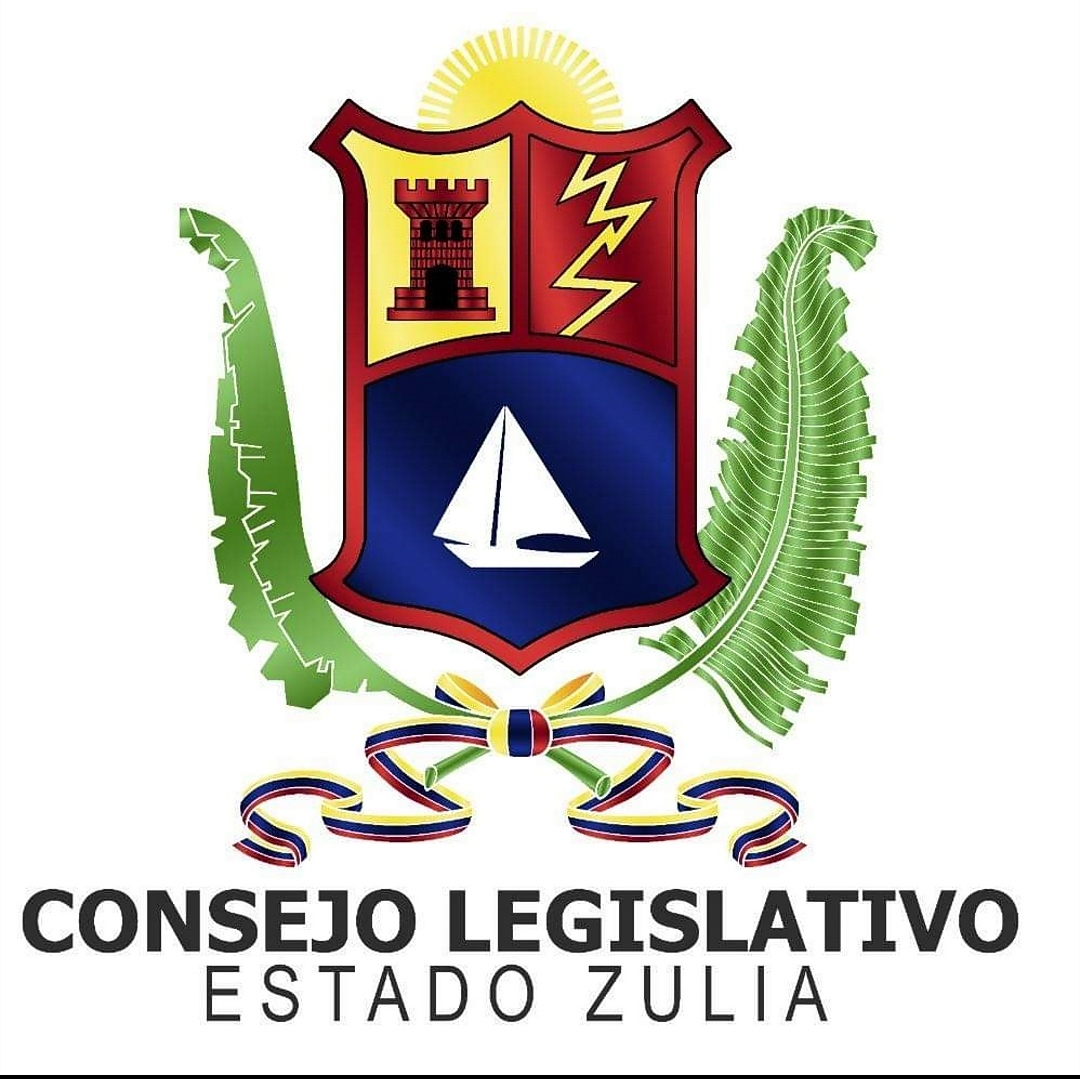
Logo del Consejo Legislativo del Estado Zulia.

## Historia del Parlamento
En 1864, se decreta la Constitución Federal la cual le otorga a la Provincia de Maracaibo rango de Estado Federal dentro de los Estados Unidos de Venezuela, con una organización de tipo republicana y autoriza a que por medio de la Constitución Estatal siendo la primera la decretada el 17 de febrero de 1864, la cual creó el Parlamento del Estado que recibió el nombre de Asamblea Federal del Estado Soberano del Zulia de tipo unicameral.
Posteriormente a principios del siglo XX cambia el nombre a Asamblea Legislativa siendo la Constitución de 1989 con su reforma parcial de 1993 la última que le dio tal nombre.
En 1999, con el proceso constituyente que vivía el país se reorganizaron todos los poderes de la Nación, Estadales y Municipales. Ese año el Congreso de la República y sus Cámaras fueron disueltas por decreto de la Asamblea Nacional Constituyente, esa misma suerte fue para la Asamblea Legislativa del Estado Zulia para dar paso a la Comisión Legislativa Estadal de manera transitoria hasta que se realizaran las elecciones generales del 2000, para elegir a los nuevos diputados del estado. 
En 2001 se promulga la Ley Orgánica de los Consejos Legislativos que regula el funcionamiento orgánico del poder legislativo estatal en Venezuela y que deberá complementarse con las Constituciones de cada Estado. En el mes agosto del 2003 se aprueba la nueva Constitución Estadal que complementa el funcionamiento del nuevo Consejo Legislativo del Estado Zulia, ya establecido en la mencionada Ley Orgánica.

## Funciones y Organización
La Cámara elige de su seno, una Junta Directiva integrada por un Presidente y un Vicepresidente, adicionalmente se elige a un Secretario fuera de su seno. Al igual que en la Asamblea Nacional, el Parlamento regional conforma Comisiones permanentes de trabajo que se encargan de analizar los diferentes asuntos que las comunidades plantean, ejerciendo la vigilancia de la administración del Estado con el auxilio de la Contraloría General del Estado, así como la discusión y aprobación de los presupuestos de la cámara y del poder ejecutivo.
Las funciones de los consejos legislativos regionales de Venezuela se detallan en la Ley Orgánica de los Consejos Legislativos de los Estados publicada en Gaceta Oficial de la República Bolivariana de Venezuela del 13 de septiembre de 2001
Las cuales, según el numeral 20 de la Ley Orgánica, se complementan con las enunciadas en la Constitución del Estado, siendo éstas las siguientes:
1. Cumplir la Constitución y leyes de la República, la Constitución y las demás leyes del Estado.
2. Velar por la merindad territorial del Estado Zulia.
3. Dictar y reformar la Constitución del Estado Zulia.
4. Legislar sobre las materias de competencia estatal.
5. Sancionar la Ley de Presupuesto del Estado.
6. Dictar su Reglamento Interior y de Debates.
7. Ejercer la iniciativa legislativa en cuanto a las leyes relativas a los estados y emitir opinión en el proceso de consulta de las leyes.
8. Ejercer el control, sobre la Administración Pública del Estado.
9. Participar en la designación, juramentan y remoción del contralor general del Estado.
10. Realizar las investigaciones que juzgue convenientes al interés público y social.
11. Crear los institutos autónomos del Estado.
12. Autorizar al gobernador para el nombramiento del procurador general del Estado.
13. Autorizar al gobernador para salir del territorio de la República.
14. Autorizar las operaciones de crédito público, los créditos adicionales.
15. Aprobar, modificar y ejecutar su presupuesto de gastos.
16. Acordar el traslado al Panteón del Estado Zulia , de los restos de personalidades ilustres que hayan prestado servicios distinguidos al Estado.

Según el artículo 38 de la Constitución de la Entidad Federal deberá contar con un Presidente, un Vicepresidente y un Secretario fuera de su seno, elegidos para periodos de un año por la mayoría de los votos afirmativos de la Cámara, y además se nombrarán Comisiones Permanentes, ordinarias y especiales y a su vez Subcomisiones. Las Comisiones Permanentes, en un número no mayor de quince, estarán referidas a los sectores de la actividad estatal. En el receso del Consejo Legislativo funcionará la Comisión Delegada.

### Período de Sesiones del Consejo
El primer período de sesiones ordinarias del Consejo Legislativo comenzará sin convocatoria previa, el 5 de enero de cada año o el día posterior más inmediato posible y durará hasta el 15 de agosto. El segundo período comenzará el 15 de septiembre o el día posterior más inmediato posible y terminará el 15 de diciembre de cada año, según el Reglamento de interior y de debates del Consejo Legislativo Zuliano.

### Comisión Delegada
Es el organismo del Poder Legislativo del Estado Zulia que se encarga de las tareas que son competencia del Consejo Legislativo, cuando ésta se encuentra en receso en dos oportunidades al año cuando termina el Periodo legislativo. La Comisión Permanente está compuesta por el presidente del Consejo, el vicepresidente, cuatro Legisladores que reflejen la composición política del Cuerpo y el Secretario del Consejo.
La Comisión Delegada tiene su base en los artículos 48 al 51 de la Constitución del Estado Zulia y en el Reglamento del Interior y de Debates del Consejo Legislativo.

## Sede
El Palacio Legislativo, sede del Consejo Legislativo del Estado Zulia, se ubica en la calle 95 de la Ciudad de Maracaibo, al lado del Palacio de los Cóndores (sede del ejecutivo regional) y frente a la Plaza Bolívar en el casco central de la ciudad.
La sede del actual Consejo Legislativo del Estado Zulia es una edificación de finales del siglo XIX construido en ocasión del primer centenario del natalicio del general Rafael Urdaneta. Era un antiguo caserón llamado El Chirimoyo. Al igual que casi todas las edificaciones del Casco Central de la ciudad, es monumento histórico nacional, regional y municipal. Desde el 29 de septiembre de 1890 funciona como sede del Poder Legislativo del Estado Zulia.

## Composición de la VII Legislatura (Actual)

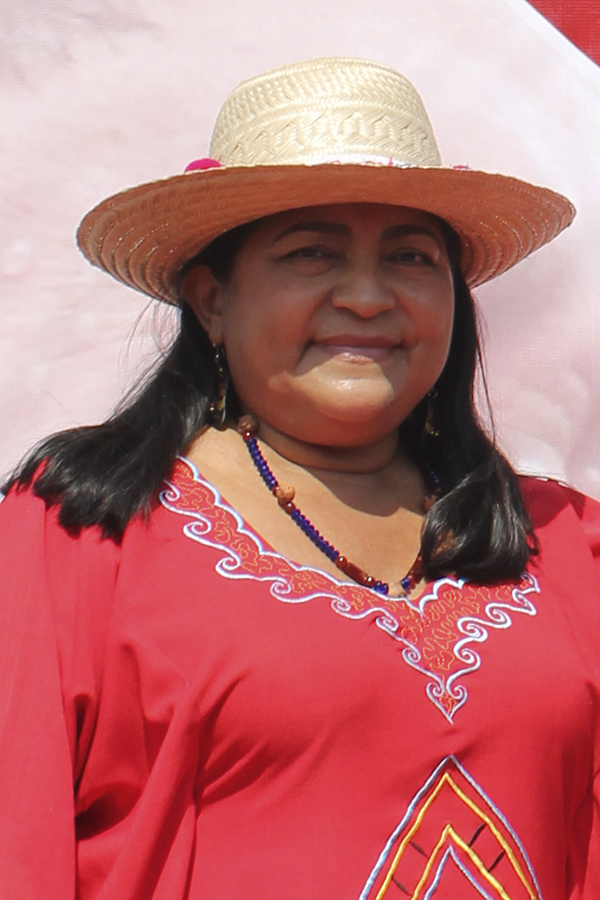
Dorelis Echeto, primera mujer indígena del pueblo wayú en ser presidenta del CLEZ (2021).

En las elecciones regionales del 21 de noviembre de 2021 se definieron los cargos para Gobernadores, Diputados de los consejos legislativos, Alcaldes y Concejales municipales. La VI legislatura, instalada el 6 de enero de 2022, se compone de diputados de cinco partidos políticos agrupados en dos grandes grupos o alianza dados los resultados de las elecciones:
Después de 2 periodos consecutivos (2013-2017 y 2018-2021) gobernado por el PSUV, la oposición (Mesa de la Unidad Democrática) en apoyo al gobernador Manuel Rosales vuelve a tener mayoría en el Consejo Legislativo de 9 de 15 diputados.
Los Grupos Parlamentarios del Consejo Legislativo del Estado Zulia se organizan en dos grandes alianzas:
Los legisladores actuales (VI Legislatura) son los siguientes:
| Alianza / Grupo Parlamentario | Alianza / Grupo Parlamentario      | Diputado | Diputado             | Diputado             | Origen de Elección         | Cargo en el Consejo Legislativo |
| ----------------------------- | ---------------------------------- | -------- | -------------------- | -------------------- | -------------------------- | ------------------------------- |
|                               | Gran Polo Patriótico Simón Bolívar |          |                      | Magdely Valbuena     | Lista                      | Presidenta del Consejo          |
|                               | Gran Polo Patriótico Simón Bolívar |          | Glenis Semprún       | Indígena             | Vicepresidenta del Consejo |                                 |
|                               | Gran Polo Patriótico Simón Bolívar |          | Hebert Chávez        | Lista                | Diputado                   |                                 |
|                               | Gran Polo Patriótico Simón Bolívar |          | Edgar Vilchez        | Lista                | Diputada                   |                                 |
|                               | Gran Polo Patriótico Simón Bolívar |          | Emmanuel Pulgar      | Lista                | Diputado                   |                                 |
|                               | Gran Polo Patriótico Simón Bolívar |          | José Sierra          | Lista                | Diputado                   |                                 |
|                               | Gran Polo Patriótico Simón Bolívar |          | Bladimiro Colina     | Lista                | Diputado                   |                                 |
|                               | Gran Polo Patriótico Simón Bolívar |          | Lisbeth Rodríguez    | Nominal (Circuito 1) | Diputada                   |                                 |
|                               | Gran Polo Patriótico Simón Bolívar |          | Eliana González      | Nominal (Circuito 2) | Diputada                   |                                 |
|                               | Gran Polo Patriótico Simón Bolívar |          | Alberto Hernández    | Nominal (Circuito 3) | Diputado                   |                                 |
|                               | Gran Polo Patriótico Simón Bolívar |          | Maribel Briceño      | Nominal (Circuito 4) | Diputada                   |                                 |
|                               | Gran Polo Patriótico Simón Bolívar |          | Francisco Colmenares | Nominal (Circuito 5) | Diputado                   |                                 |
|                               | Plataforma Unitaria                | UNT      |                      | Iraida Villasmil     | Lista                      | Diputada                        |
| UNT                           | Plataforma Unitaria                |          | Carlos Rosales Trejo | Lista                | Diputado                   |                                 |
| UNT                           | Plataforma Unitaria                |          | Edgar Antúnez        | Lista                | Diputado                   |                                 |

## Legislaturas Previas

### II Legislatura (2004-2008)[5]
Para las elecciones regionales de octubre de 2004, Un Nuevo Tiempo se posiciona como la primera fuerza política del estado, obteniendo la mayoría de la cámara.
| Alianza / Partido Político        | Alianza / Partido Político        | Diputados |
| --------------------------------- | --------------------------------- | --------- |
| Coordinadora Democrática          | Coordinadora Democrática          | 10        |
|                                   | Un Nuevo Tiempo                   | 9         |
|                                   | La Causa Radical                  | 1         |
| Revolución Bolivariana            | Revolución Bolivariana            | 4         |
|                                   | Movimiento V República            | 4         |
| Representación Indigena (pro MVR) | Representación Indigena (pro MVR) | 1         |

### III Legislatura (2008-2012)[6]
En las elecciones regionales realizadas el 23 de noviembre de 2008, la alianza Mesa de la Unidad Democrática (alianza opositora al gobierno nacional de Hugo Chávez), alcanza la mayoría de la cámara al obtener 10 de los 15 escaños. El Partido Socialista Unido de Venezuela (ex MVR) sólo alcanza 4 diputaciones.
| Alianza / Partido Político        | Alianza / Partido Político        | Diputados |
| --------------------------------- | --------------------------------- | --------- |
| Mesa de la Unidad Democrática     | Mesa de la Unidad Democrática     | 10        |
|                                   | Un Nuevo Tiempo                   | 6         |
|                                   | Acción Democrática                | 2         |
|                                   | Primero Justicia                  | 1         |
|                                   | Copei                             | 1         |
| Polo Patriótico                   | Polo Patriótico                   | 4         |
|                                   | PSUV                              | 4         |
| Representación Indigena (pro UNT) | Representación Indigena (pro UNT) | 1         |

### IV Legislatura (2013-2017)[7]
En las elecciones regionales realizadas el 16 de diciembre de 2012, la MUD no logra controlar la mayoría de la cámara al alcanzar sólo 3 curules. En cambio la alianza del Gran Polo Patriótico (principalmente sustentada por el Partido Socialista Unido de Venezuela) logra obtener la mayoría simple de los diputados.
| Alianza / Partido Político         | Alianza / Partido Político         | Diputados |
| ---------------------------------- | ---------------------------------- | --------- |
| Gran Polo Patriótico               | Gran Polo Patriótico               | 11        |
|                                    | PSUV                               | 9         |
|                                    | Movimiento Electoral del Pueblo    | 1         |
|                                    | Partido Comunista de Venezuela     | 1         |
| Mesa de la Unidad Democrática      | Mesa de la Unidad Democrática      | 3         |
|                                    | Un Nuevo Tiempo                    | 3         |
| Representación Indigena (pro PSUV) | Representación Indigena (pro PSUV) | 1         |

### V Legislatura (2018-2021)[8]
Para las elecciones de concejos legislativos realizada el 20 de mayo de 2018, que se hicieron conjuntamente con las de Presidente de la República, los principales partidos políticos de la MUD, opositores al gobierno de Nicolás Maduro, deciden no participar por no considerar que no cumplían con las garantías democráticas necesarias, por esta razón, y por primero y única vez en el Estado Zulia, todos los legisladores regionales fueron de un solo partido político.
| Alianza / Partido Político         | Alianza / Partido Político         | Diputados |
| ---------------------------------- | ---------------------------------- | --------- |
| Gran Polo Patriótico               | Gran Polo Patriótico               | 14        |
|                                    | PSUV                               | 14        |
| Representación Indigena (pro PSUV) | Representación Indigena (pro PSUV) | 1         |

### VI Legislatura (2021-2025)
| Alianza / Partido Político | Alianza / Partido Político    | Alianza / Partido Político    | Alianza / Partido Político    | Diputados |
| -------------------------- | ----------------------------- | ----------------------------- | ----------------------------- | --------- |
|                            | Mesa de la Unidad Democrática | Mesa de la Unidad Democrática | Mesa de la Unidad Democrática | 9         |
|                            |                               | Un Nuevo Tiempo               | 5                             |           |
|                            |                               | Primero Justicia              | 2                             |           |
|                            |                               | Acción Democrática            | 1                             |           |
|                            |                               | Voluntad Popular              | 1                             |           |
|                            | Gran Polo Patriótico SB       | Gran Polo Patriótico SB       | Gran Polo Patriótico SB       | 5         |
|                            |                               | PSUV                          | 5                             |           |
|                            | Representación Indígena       | Representación Indígena       | Representación Indígena       | 1         |